# Atractodes xanthoneurus
Atractodes xanthoneurus är en stekelart som beskrevs av Forster 1876. Atractodes xanthoneurus ingår i släktet Atractodes och familjen brokparasitsteklar. Inga underarter finns listade.